# Antoine Simonnin
Antoine Jean-Baptiste Simonnin (Parigi, 11 gennaio 1780 – Parigi, 3 maggio 1856) è stato un drammaturgo e librettista francese.

## Biografia
Antoine Simonnin, attivo sin dai primi anni del XIX secolo, ha scritto oltre 200 pièces, vaudevilles, parodie, nonché molti drammi di soggetto storico. Il suo nome è frequentemente affiancato da illustri collaboratori, quali Marc-Antoine Madeleine Désaugiers, Nicolas Brazier, Eugène Scribe, ma ha presentato anche molte opere come autore unico.
Qualche mese prima di morire, ha pubblicato la raccolta Sacrées et profanes, che comprende componimenti vari, dal 1793 al 1856, edita presso Garnier frères, a Parigi.

## Opere
- 1805: Robinson cadet, vaudeville in 1 atto, con Alexandre Furcy Guesdon;[2]
- 1805: Danières à Gonesse, vaudeville in 1 atto, con Alex Guesdon;
- 1805: Gilles-Robinson et Arlequin-Vendredi, imitation burlesque de Robinson Crusoé, in 3 atti con Alexandre Guesdon;
- 1806: Le Maçon poète, commedia in 1 atto e in vaudevilles, con Théophile Marion Dumersan;[3]
- 1806: Gracieuse et Percinet, melodramma féerie in 3 atti con Nicolas Brazier;
- 1806: L'Intrigue dans la hotte, vaudeville in 1 atto, con Armand Gouffé;
- 1806: La Belle aux cheveux d'or, mélodramma-féerie in 3 atti, con Brazier;
- 1806: Magot, ou les Quatre mendians, imitation burlesque de "Dago, ou les Mendians", con Brazier;
- 1806: Mlle Gertrude, ou le Malentendu, commedia-vaudeville in 1 atto;
- 1807: Le Pied de bœuf, pièce de résistance, arlequinade-vaudeville in 1 atto e in prosa con Brazier;
- 1807: La Jardinière de Vincennes, melodramma-vaudeville in 3 atti con Brazier;
- 1808: Haine aux petits enfants, seconde imitation de "Haine aux femmes", vaudeville in 1 atto;
- 1808: Monsieur et Madame Denis, ou Souvenez-vous en, commedia in 1 atto e in vaudevilles, con Brazier e Marc-Antoine Madeleine Désaugiers;
- 1808: Le Mariage dans une rose, vaudeville in 1 atto, con Brazier;
- 1809: Le Mariage de Charles Collé, ou la Tête à perruque, vaudeville in 1 atto, con Gouffé e Brazier;
- 1809: Misère et gaieté, commedia in 1 atto;
- 1811: Riquet à la houpe, mélo-féerie in 2 atti;
- 1811: Le Marquis de Carabas, ou le Chat botté, folie-féerie in 2 atti;
- 1812: Les Filles à marier, ou l'Opéra de Quinault, commedia in 1 atto, con René de Chazet;
- 1813: La Ci-devant jeune femme, commedia in 1 atto, con de Chazet;
- 1814: La Cabale au village, commedia in 1 atto, con de Chazet;
- 1814: Lecoq, ou les Valets in deuil, commedia in 1 atto, con de Chazet;
- 1814: Les Deux boxeurs, ou Les Anglais de Falaise et de Nanterre, folie-parade in 1 atto, con Francis baron d'Allarde e Désaugiers[4]
- 1815: Le Mariage par commission, ou le Seigneur allemand, opéra-comique in 1 atto, musica di Brimi;
- 1819: Le Garçon d'honneur, imitazione di ″La Fille d'honneur″, in 1 atto e in vaudevilles, con Frédéric Dupetit-Méré;
- 1819: Le Tailleur de Jean-Jacques, commedia in 1 atto e in prosa, con Michel-Nicolas Balisson de Rougemont e Jean-Toussaint Merle;
- 1819: Les Vêpres odéoniennes, parodia della tragedia Les Vêpres siciliennes di Casimir Delavigne,[5] con Armand d'Artois;
- 1821: Le Code et l'amour, vaudeville in 1 atto, con Merle e de Rougemont;
- 1822: La Côte rôtie, ou le Hasard a tout fait, commedia in 1 atto;
- 1822: Les Cris de Paris, tableau in 1 atto, con Francis d'Allarde e Armand d'Artois;
- 1822: Les Peintres d'enseignes, ou les Huissiers à la noce, commedia in 1 atto;
- 1823: Le Cuisinier de Buffon, vaudeville in 1 atto, con Rougemont e Merle;
- 1823: La Chevalière d'Éon, ou Une heure de méprise, commedia-vaudeville in 1 atto, con Saint-Marc;
- 1823: Le Conscrit, vaudeville in 1 atto, con Merle e Ferdinand Laloue;
- 1824: La Saint-Louis des artistes, ou la Fête du Salon, vaudeville in 1 atto, con Merle e Laloue;[6]
- 1824: L'Homme de 60 ans, ou la Petite entêtée, commedia-vaudeville in 1 atto, con Armand d'Artois e Laloue;[7]
- 1824: Le Soldat et le perruquier, commedia-vaudeville in 1 atto, con Laloue e Balisson de Rougemont;
- 1824: Le Naturaliste, ou l'Homme fossile, vaudeville in 1 atto, con Emmanuel Théaulon;
- 1824: Le Porteur d'eau, mimo-dramma in 3 atti, con Théaulon e Laloue;
- 1825: Les Rosières de Paris, commedia-vaudeville in 1 atto, con Brazier e Pierre Carmouche;
- 1825: Le Valet in bonne fortune, ou les Amies de pension, commedia in 1 atto, con Laloue;
- 1826: Le Bonhomme, commedia in 1 atto, con Carmouche e Joseph Pain;[8]
- 1826: Le Petit monstre et l'escamoteur, folie-parade in 1 atto, con Jules-Henri Vernoy de Saint-Georges, musica di Miller;
- 1827: Caroline de Litchfield, dramma-vaudeville in 2 atti e in prosa, con Brazier e Carmouche;[9]
- 1827: L'Artisan, opéra-comique in 1 atto, de Saint-Georges, musica di Fromental Halévy,
- 1827: L'Écrivain public, commedia-vaudeville in 1 atto, con Théaulon e Frédéric de Courcy;[10]
- 1827: Les Deux héritages, ou Encore un normand, commedia-vaudeville in 1 atto, con Désaugiers;
- 1828: Le Cousin Giraud, commedia-vaudeville in 1 atto, con Laloue e Charles Dupeuty;
- 1828: Le Grand dîner, tableau-vaudeville in 1 atto, con Saint-Georges;
- 1829: L'Enragée de Chaumont, commedia in 1 atto, con Benjamin Antier;
- 1829: La Maison du faubourg, commedia-vaudeville in 2 atti, con Ferdinand de Villeneuve e Louis-Émile Vanderburch;
- 1829: Le Mariage par autorité de justice, commedia in 2 atti, con de Villeneuve;
- 1830: Napoléon in paradis, vaudeville in 1 atto, con Antier e Théodore Nézel;
- 1830: Le Pâtissier usurpateur, pièce storica in 5 atti, Antier e Nézel;
- 1830: Le "Te Deum" et le tocsin, ou la Route de Rouen, vaudeville in 1 atto, con Charles Honoré;
- 1830: Les Massacres, febbre cerebrale in 3 atti e in versi, preceduto da: Le Diable au spectacle, prologo, con Antier e Nézel;
- 1831: Catherine II, ou l'Impératrice et le cosaque, pièce in 2 atti, con Nézel;
- 1831: L'Arlequin et le Pape, vaudeville storico in 1 atto, con Nézel;
- 1831: L'Enfance de Louis XII, ou la Correction de nos pères, commedia-vaudeville in 1 atto, con Mélesville;
- 1831: La Papesse Jeanne, vaudeville in 1 atto, con Nézel;
- 1832: Augusta, ou Comme on corrige une jeune personne, commedia-vaudeville in 2 atti;
- 1832: L'Âne mort et la femme guillotinée, folie-vaudeville in 3 atti, con Nézel;
- 1832: La Jeune comtesse, commedia-vaudeville in 1 atto, con Nézel;
- 1832: La Peau de chagrin, ou le Roman in action, extravagance romantique, commedia-vaudeville in 3 atti, con Nézel;
- 1832: Le Cuisinier politique, vaudeville non politico, in 1 atto, con Nézel;
- 1832: Le Curé et les chouans, commedia in 1 atto e in prosa, con Nézel;
- 1832: Zerline, ou le Peintre et la courtisane, vaudeville in 1 atto, con Nézel;
- 1833: Dieu et Diable, ou la Conversion de Madame Dubarry, vaudeville storico in 1 atto, con Nézel;
- 1833: La Menteuse, commedia in 3 atti;
- 1833: Un Marquis d'autrefois, dramma-vaudeville in 3 atti, con Valory;
- 1834: L'Art de quitter sa maîtresse, ou les Premiers présens de l'amour, tableau-vaudeville in 1 atto, con Nézel;
- 1834: La Chambre de Rossini, soggetto all'italiana, con vaudevilles e musiche nuove, con Merle e Achille d'Artois;
- 1834: Le Cordonnier de Modène, ou l'Apostille, commedia-vaudeville in 1 atto;
- 1834: Le Musicien de Valence, commedia-vaudeville in 1 atto, con Gustave Albitte;
- 1835: Enfant volé, pièce in 4 tempi e in 8 quadri;
- 1836: David et Goliath, vaudeville in 2 atti;
- 1836: La Pantoufle de Voltaire, vaudeville in 2 atti;
- 1836: Les Cauchoises, vaudeville in 1 atto;
- 1836: Un Proscrit chez Voltaire, vaudeville aneddotico in 1 atto, con Amable de Saint-Hilaire;
- 1837: La Bosse du vol, ou le Vase d'or, vaudeville in 2 atti;
- 1837: Le Marchand de chansons, vaudeville in 1 atto, con Vanderbuch;
- 1837: Les Hommes de quinze ans, commedia-vaudeville in 2 atti, Vanderburch;
- 1838: Le Comte et le représentant, vaudeville in 1 atto, con Thibouville;
- 1839: Belz et Buth, folie-vaudeville in 2 atti, con Hilpert;
- 1839: Pauvre enfant, commedia-vaudeville in 2 atti;
- 1840: Le Margrave et la grande-duchesse, vaudeville storico in 1 atto;
- 1841: Le Petit chaperon rouge, pièce féerie in 4 atti e in 16 quadri;
- 1842: Le Lazaret, vaudeville in 1 atto, con Paul de Kock;
- 1842: Le Jugement de Salomon, dramma storico in 4 atti e 14 quadri, musica di Lautz;
- 1843: Jonas avalé par la baleine, in quittant les îles Marquises, pièce fantastica in 5 atti e 10 quadri, con Louis-Christian-Emmanuel-Apollinaire Comte;
- 1844: Le Diable à Paris, vaudeville in 1 atto, con François Llaunet;
- 1844: Les Petits bas-bleus, ou les Jeunes filles poètes, commedia-vaudeville in 2 atti;
- 1844: Maître Corbeau, ou la Couronne de diamants, pièce fantastica in 5 atti e in 15 quadri, musica di Lautz e Peuchot;
- 1845: Le Petit homme gris, commedia-vaudeville in 1 atto, con Jean-François Bayard;
- 1847: Kokoli, ou Chien et chat, folie-vaudeville in 3 atti e 4 quadri;
- 1851: Le Père Jean, commedia-vaudeville in 2 atti, con Marc-Michel;
- 1853: Les Mémoires de ma tante, commedia-vaudeville in 1 atto;
- 1856: Sacrées et profanes, chants et chansons d'époques depuis 1793 jusques et y compris 1856, et autres poésies, par J.-B. Simonnin,..., Garnier frères, Parigi;